# Chiusi della Verna

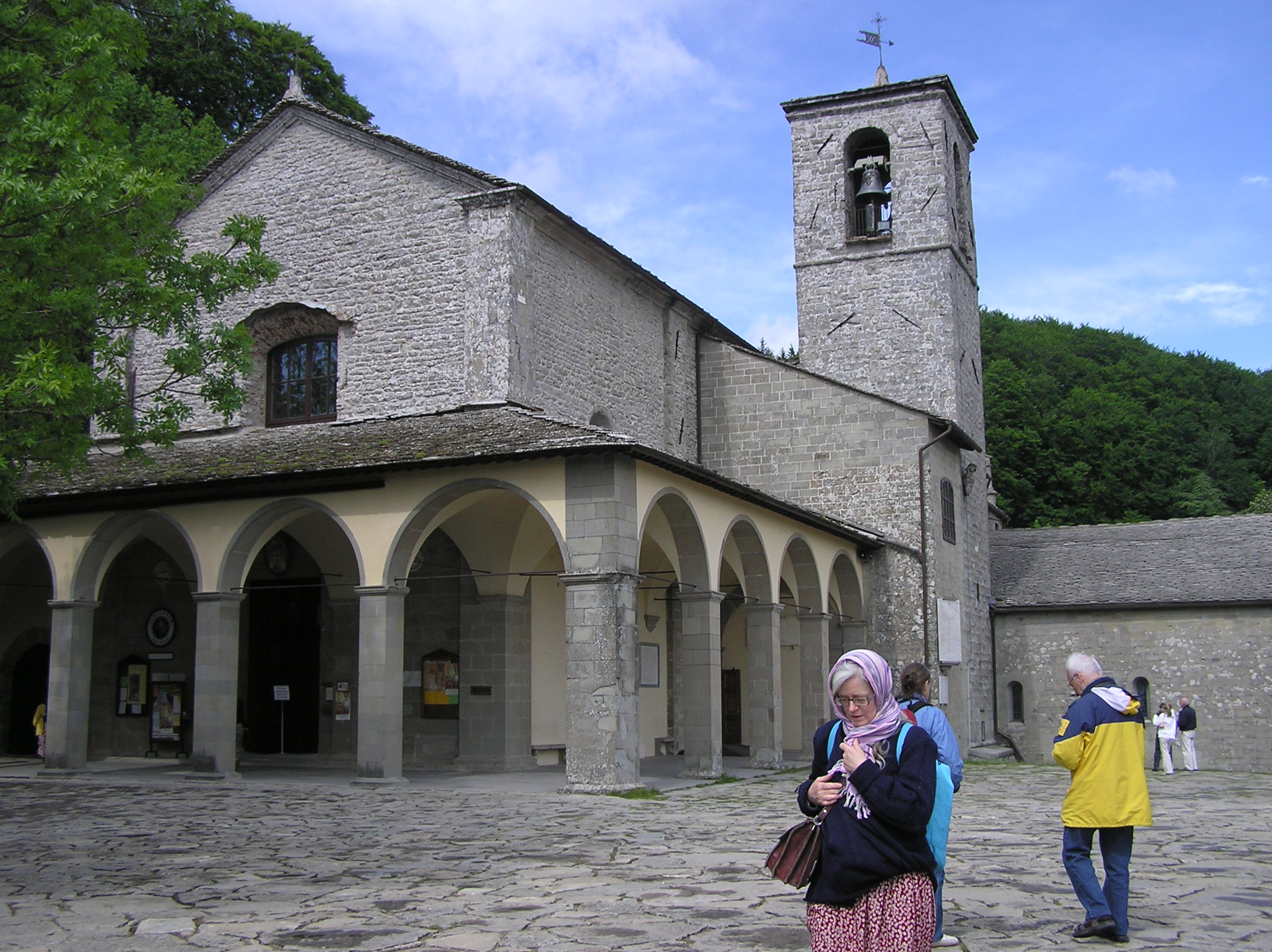
Nhà thờ

Chiusi della Verna là một đô thị ở tỉnh Arezzo trong vùng Toscana, tọa lạc khoảng 60 km về phía đông của Florence và khoảng 25 km về phía bắc của Arezzo..
Chiusi della Verna giáp các đô thị sau: Bagno di Romagna, Bibbiena, Caprese Michelangelo, Castel Focognano, Chitignano, Pieve Santo Stefano, Poppi, Subbiano, Verghereto.
Thánh địa St. Francis nằm ở làng La Verna.

## Thành phố kết nghĩa
- Helmstadt, Đức